# Blankettlag
Blankettlagstiftning kallas i Ålands politiska liv landskapslagstiftning som föreskriver att viss rikslagstiftning ska gälla även på Åland. Ett exempel på blankettlagstiftning är landskapslagen (2008:106) om tillämpning i landskapet Åland av riksförfattningar om byggnaders energiprestanda. Förfarandet har kritiserats för att det kan försvåra medborgarnas inblick i nya lagförslag.

## Hänvisningar
1. ↑   Nu är lagtingsledamöternas lov över, Nya Åland, 3 mars 2008